# John Q. A. Brackett
John Quincy Adams Brackett (8 juin 1842 - 6 avril 1918) est un homme politique américain.